# Amara Miller
Amara Miller (* 4. Mai 2000) ist eine US-amerikanische Schauspielerin, die vor allem als Kinderdarstellerin internationale Bekanntheit erlangte.

## Leben und Karriere
Amara Miller wurde am 4. Mai 2000 als Tochter von Ahnalisa und Michael Miller geboren und wuchs in der kalifornischen Küstenstadt Pacific Grove als eines von drei Kindern (ein jüngerer und ein älterer Bruder) auf. Vor ihren Erfolgen als Schauspielerin besuchte sie zuletzt die Pacific Grove Middle School, die sie nach ihrem sechsten Schuljahr verließ und daraufhin Heimunterricht bekam. Im Jahre 2009 war ihre Tante auf einer Party, bei der darüber gesprochen wurde, dass der Regisseur Alexander Payne noch jemanden für eine Rolle in seinem neuen Film The Descendants – Familie und andere Angelegenheiten suche. Dabei kam ihr ihre damals neunjährige Nichte Amara, die bis zu diesem Zeitpunkt noch überhaupt keine Schauspielerfahrung hatte, in den Sinn.
Nachdem Amara in weiterer Folge ein Audition-Tape aufgenommen hatte und dieses Probeband bei den Produzenten gut aufgenommen worden war, wurde sie für die Rolle der Scottie King in den Spielfilm gecastet. Dort hatte sie neben George Clooney und Shailene Woodley eine der tragenden Rollen des Films inne, wobei sie zusammen mit Woodley die Filmtöchter von Clooney mimten. Der zigfach nominierte und ausgezeichnete Film, der unter anderem bei der Oscarverleihung 2012 fünffach nominiert war und dabei den Preis in der Kategorie „Bestes adaptiertes Drehbuch“ gewann, wurde auf Hawaii gedreht und war mit einem Einspielergebnis von über 177 Millionen US-Dollar einer der erfolgreichsten Filme des Filmjahres 2011.
Auch Amara Miller wurde für ihre Leistung im Film mehrfach für Preise nominiert, unter anderem im Jahre 2011 für einen Gotham Award in der Kategorie „Best Ensemble Performance“ zusammen mit George Clooney, Shailene Woodley, Nick Krause, Beau Bridges, Mary Birdsong, Rob Huebel, Robert Forster, Matthew Lillard und Judy Greer. Weitere Nominierungen in diesem Jahr waren für einen PFCS-Award in der Kategorie „Best Performance by a Youth in a Lead or Supporting Role – Female“ oder für einen WFCC-Award in der Kategorie „Best Young Actress“. Im darauffolgenden Jahr gewann sie mit dem Ensemble des Films einen 2. Platz in der Kategorie „Best Ensemble“ bei den von der Central Ohio Film Critics Association vergebenen Preisen. Ebenfalls gewann sie bei der Verleihung der Young Artist Awards 2012 einen Young Artist Award in der Kategorie „Beste Schauspielerin in einem Spielfilm – zehn Jahre oder jünger“.
Durch ihren Erfolg in dem Blockbuster wurde sie auch für andere Produktionen gebucht und übernahm unter anderem in der NBC-Serie 1600 Penn eine der Hauptrollen, ohne dafür überhaupt vorsprechen zu müssen. In der Serie spielt sie in alle zwischen 2012 und 2013 veröffentlichten Episoden Marigold Gilchrist, die Zwillingsschwester von Xander Gilchrist (gespielt Benjamin Stockham) und die Tochter des US-Präsidenten Standrich Dale Gilchrist (Bill Pullman). Unter der Regie von Tristram Shapeero wirkte sie 2014 in der schwarzen Komödie Furchtbar fröhliche Weihnachten mit. Seitdem (Stand: April 2017) ist sie in keiner namhaften Produktion mehr in Erscheinung getreten.

## Amara Millers deutschsprachige Synchronsprecherinnen
Bisweilen hatte Amara Miller in den diversen deutschsprachigen Synchronfassungen der Filme und Serien, an denen sie mitwirkte, zahlreiche verschiedene Synchronsprecher und somit noch keinen Standardsprecher. In The Descendants – Familie und andere Angelegenheiten lieh ihr Vanessa Stuckenberger die Stimme, in 1600 Penn war wiederum die 1996 geborene Soraya Richter ihre deutsche Stimme. In Tristram Shapeeros Furchtbar fröhliche Weihnachten erhielt sie von Viktoria Waldau ihre deutsche Stimme.

## Filmografie
Filmauftritte (auch Kurzauftritte)
- 2011: The Descendants – Familie und andere Angelegenheiten (The Descendants)
- 2014: Furchtbar fröhliche Weihnachten (A Merry Friggin’ Christmas)

Serienauftritte (auch Gast- und Kurzauftritte)
- 2012–2013: 1600 Penn (alle 13 Episoden)

## Nominierungen & Auszeichnungen

### Nominierungen
- 2011: Gotham Award in der Kategorie „Best Ensemble Performance“ zusammen mit George Clooney, Shailene Woodley, Nick Krause, Beau Bridges, Mary Birdsong, Rob Huebel, Robert Forster, Matthew Lillard und Judy Greer für ihr Engagement in The Descendants – Familie und andere Angelegenheiten
- 2011: PFCS-Award in der Kategorie „Best Performance by a Youth in a Lead or Supporting Role – Female“ für ihr Engagement in The Descendants – Familie und andere Angelegenheiten
- 2011: WFCC-Award in der Kategorie „Best Young Actress“ für ihr Engagement in The Descendants – Familie und andere Angelegenheiten

### Auszeichnungen
- 2012: 2. Platz COFCA-Award in der Kategorie „Best Ensemble“ zusammen mit George Clooney, Shailene Woodley, Nick Krause, Beau Bridges, Mary Birdsong, Rob Huebel, Robert Forster, Matthew Lillard und Judy Greer für ihr Engagement in The Descendants – Familie und andere Angelegenheiten
- 2012: Young Artist Award in der Kategorie „Beste Schauspielerin in einem Spielfilm – zehn Jahre oder jünger“ für ihr Engagement in The Descendants – Familie und andere Angelegenheiten[3]